# JŽ MOT 410
Für die Nutzung durch Jugoslawiens Marschall Tito lieferte die Kasseler Waggonfabrik Wegmann & Co. im Frühjahr 1961 der Jugoslovenske Železnice (JŽ) den stark motorisierten Salontriebwagen MOT 410, der zwei ältere von der italienischen Waggonfabrik Breda vor dem Zweiten Weltkrieg gebaute Salontriebwagen ablöste.

## Technische Daten
Die elektrische Ausrüstung kam von BBC Mannheim, Daimler-Benz hatte den Motor, Voith das hydraulische Getriebe und Behr die Kühlanlage geliefert. Mitüberführt wurde der Rohbau eines Steuerwagens, dessen Innenausbau die jugoslawische Waggonfabrik Boris Kidrič in Maribor 1962 vornahm.

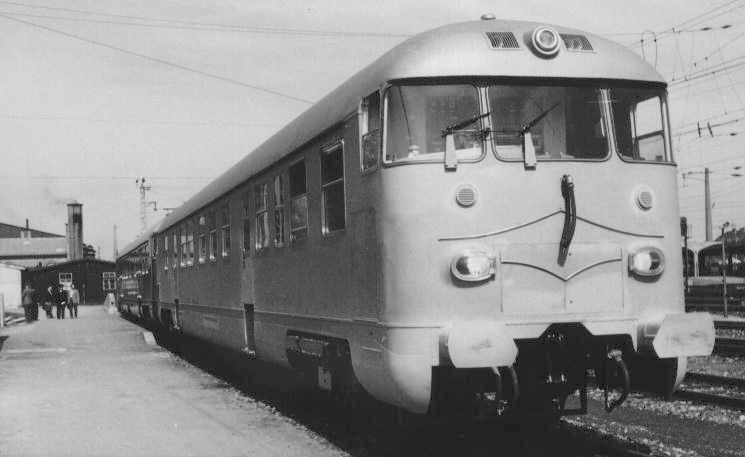
MOT 410-Steuerwagen (P 411) im Rohbauzustand 1961

Das exklusiv eingerichtete Triebfahrzeug besitzt mehrere Wohn- und Schlafräume, eine moderne Küche, Warmwasserversorgung und einen Funkraum mit mehreren Sendern. Die Stromversorgung erfolgt über einen Hilfsdieselmotor oder Außensteckdosen. Der Triebwagen hat zwei Führerstände, der Steuerwagen nur einen. Die Drehgestelle sind von der Bauart München-Kassel.
Die Meß- und Abnahmefahrten fanden im Mai 1961 auf der Strecke Zagreb-Split statt.
Der nicht mehr betriebsfähige Triebwagen und der zugehörige Steuerwagen P 411 stehen im Eisenbahnmuseum Belgrad.